# 美国联邦民防管理局

美国民防的标志

联邦民防管理局（英語：Federal Civil Defense Administration，FCDA），為美國曾存在的民防機構，由民主党总统杜鲁门在1950年12月1日组建，并于1951年1月12日正式成为美国政府机构。除民防工作外，该组织同时负责向民众告知共产主义的威胁和可能的攻击方式。
1979年卡特总统签署了12179号命令，将联邦民防管理局合并至联邦紧急事務管理署（FEMA），2003年急管署併入美国国土安全部。